# ケネス・バウアーソックス
ケネス・デュアン・バウアーソックス（Kenneth Duane "Sox" Bowersox 、1956年11月14日 - ）は、バージニア州ポーツマス出身のアメリカ合衆国の技術者、アメリカ海軍の軍人、アメリカ航空宇宙局の宇宙飛行士である。5度のスペースシャトルのミッションと1度の国際宇宙ステーションへの長期滞在を経験した。

## 人物
インディアナ州ベッドフォードで育ち、7年間rio real schoolに通った。イーグルスカウトに所属していた。
海軍兵学校に通い、1978年に航空工学の学位を取得した。その後アメリカ空軍テストパイロット学校に通い、85Aの成績で卒業した。
A-7とF/A-18のテストパイロットとして従軍し、1987年に宇宙飛行士の候補に選ばれた。バウアーソックスの最初の宇宙飛行はSTS-50とSTS-61のミッションで、パイロットを務めた。STS-73では微少重力の実験を行い、STS-82ではハッブル宇宙望遠鏡の修理を行った。STS-113では、ドナルド・ペティ、ニコライ・ブダーリンとともに第6次長期滞在の乗組員として宇宙遊泳を行い、ソユーズTMA-1で帰還した。
バウアーソックスは2006年9月30日にNASAを引退した。2009年6月16日にスペースXの副社長になった。
バウアーソックスはアメリカのテレビ番組Home Improvementの3つのエピソードにも登場している。